# Misecznicowce

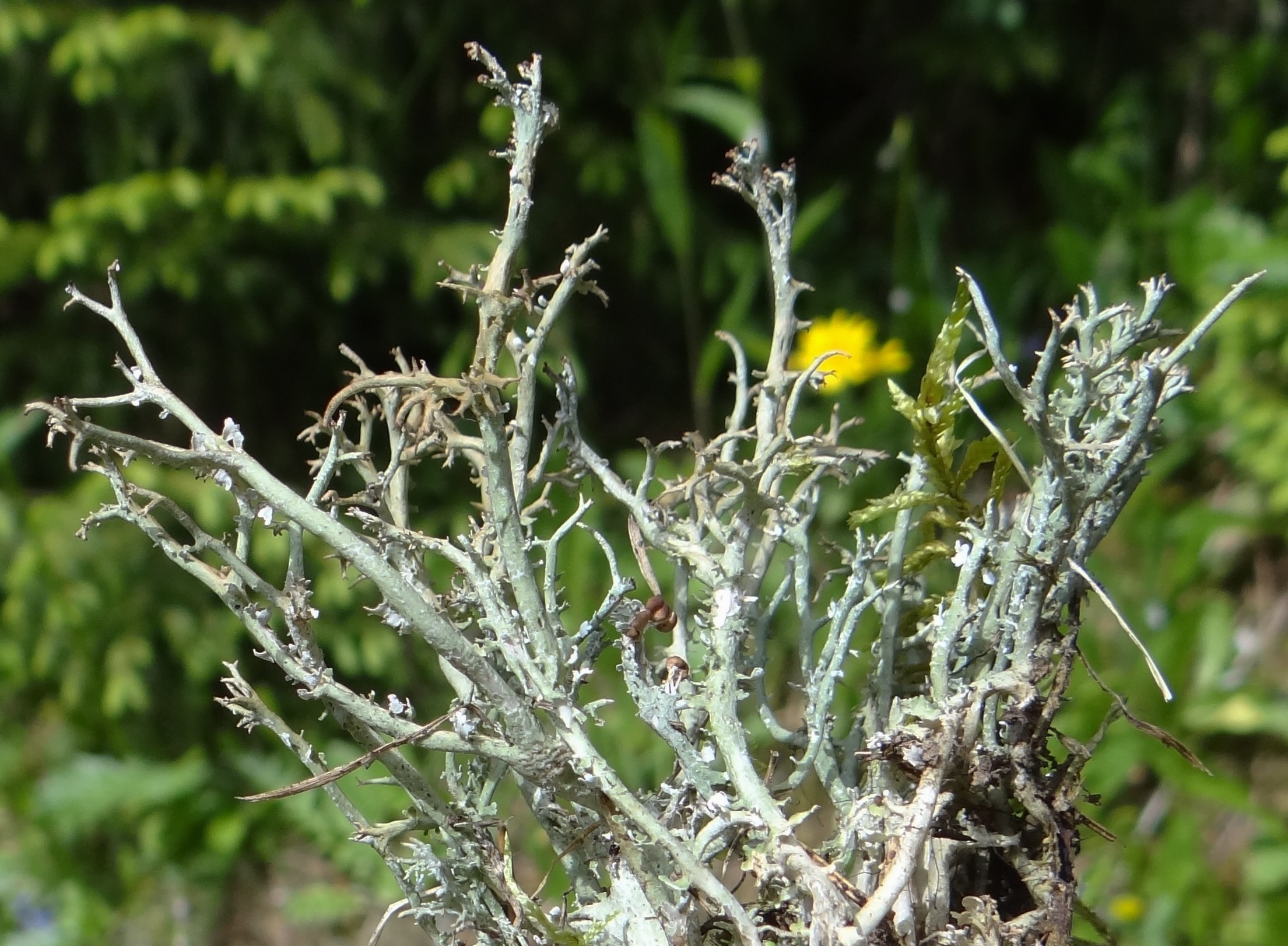
Chrobotek widlasty (Cladonia furcata)

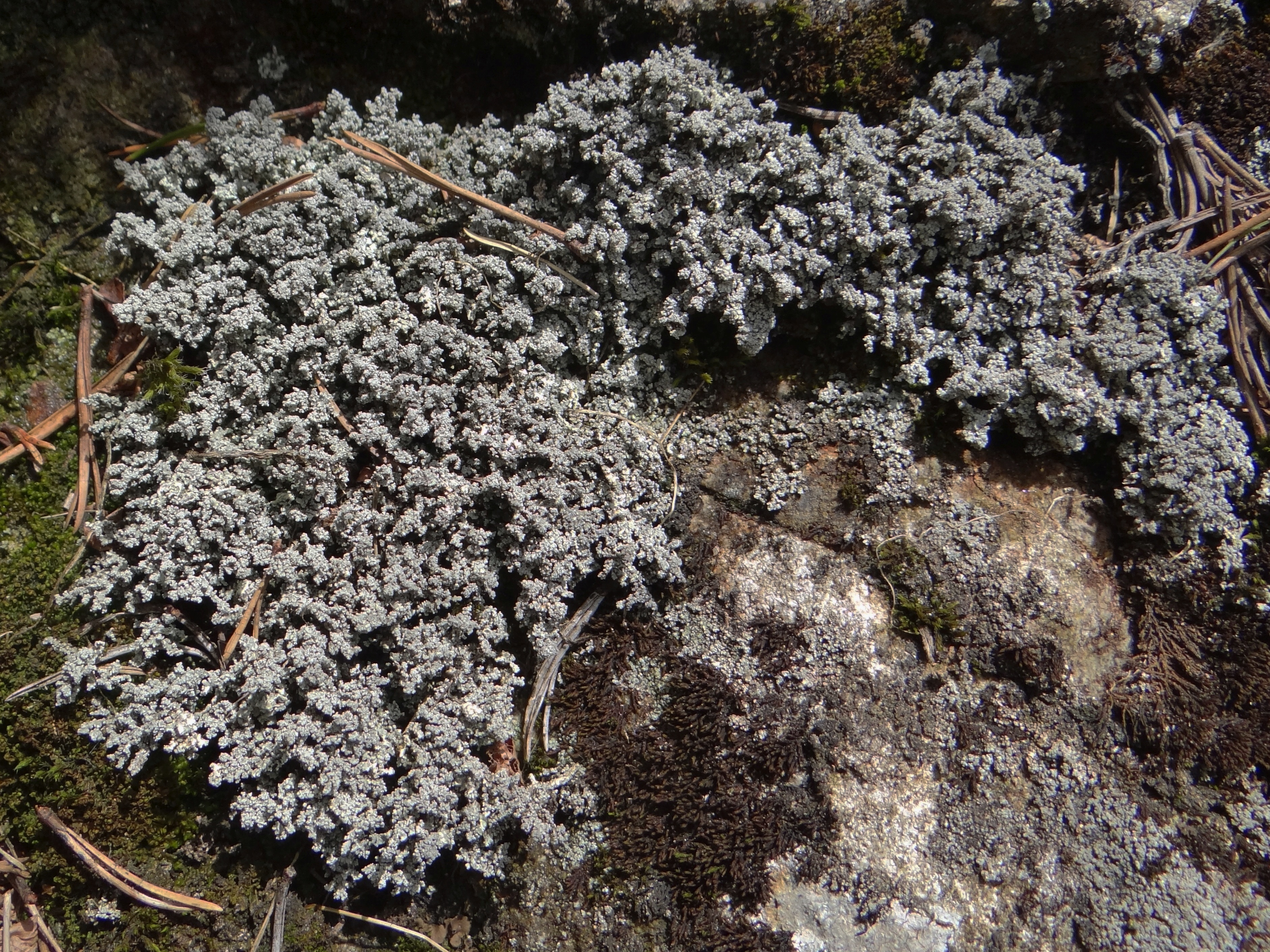
Chróścik pasterski (Stereocaulon paschale)

Misecznicowce (Lecanorales Nannf.) – rząd grzybów znajdujący się w klasie miseczniaków (Lecanoromycetes).

## Systematyka
Pozycja w klasyfikacji według Index FungorumLecanorales, Lecanoromycetidae, Lecanoromycetes, Pezizomycotina, Ascomycota, Fungi.
RodzajeWedług aktualizowanej klasyfikacji Index Fungorum bazującej na Dictionary of the Fungi do rzędu Lecanorales należą następujące rodziny i rodzaje incertae sedis:
- Aphanopsidaceae Printzen & Rambold 1995
- Biatorellaceae M. Choisy ex Hafellner & Casares 1992
- Bruceomycetaceae Rikkinen & A.R. Schmidt 2016
- Byssolomataceae Zahlbr. 1926
- Carbonicolaceae Bendiksby & Timdal 2013
- Catillariaceae Hafellner 1984
- Cladoniaceae Zenker 1827 – chrobotkowate
- Dactylosporaceae Bellem. & Hafellner 198
- Ectolechiaceae Zahlbr. 1905
- Gypsoplacaceae Timdal 1990
- Haematommataceae Hafellner 1984
- Lecanoraceae Körb. 1855 – misecznicowate
- Malmideaceae Kalb, Rivas Plata & Lumbsch 2011
- Pachyascaceae Poelt ex P.M. Kirk, P.F. Cannon & J.C. David 2001
- Parmeliaceae Eschw. 1824– tarczownicowate
- Psilolechiaceae S. Stenroos, Miądl. & Lutzoni 2014
- Psoraceae Zahlbr. 1898 – łuszczakowate
- Ramalinaceae C. Agardh 1821 – odnożycowate
- Ramboldiaceae S. Stenroos, Miądl. & Lutzoni 2014
- Scoliciosporaceae Hafellner 1984
- Sphaerophoraceae Fr. 1831– widlinowate
- Stereocaulaceae Chevall. 1826 – chróścikowate
- Tephromelataceae Hafellner 1984
- rodzaje incertae sedis:
  - Bruceomyces Rikkinen 2012
  - Chlorangium Rabenh. 1857
  - Coronoplectrum Brusse 1987
  - Ivanpisutia S.Y. Kondr., Lokös & Hur 2015
  - Joergensenia Passo, S. Stenroos & Calvelo 2008
  - Myochroidea Printzen, T. Sprib. & Tønsberg 2008
  - Neopsoromopsis Gyeln. 1940
  - Psoromella Gyeln. 1940
  - Puttea S. Stenroos & Huhtinen 2009
  - Ramalea Nyl. 1866
  - Scutellaria Baumg. 1790[3]
  - Sphaerocarpus Ehrh. 1793